# Peblephaeus yayeyamai
Peblephaeus yayeyamai là một loài bọ cánh cứng trong họ Cerambycidae.